# Pułkownik rot dworskich
Pułkownik rot dworskich (łac. capitaneus cuiare, ductor aulicae militiae) – urzędnik dworski powoływany gdy wybuchała wojna; stawał na czele wojska nadwornego liczącego około tysiąca osób. Był opłacany ze skarbu królewskiego. 
Funkcja pułkownika rot dworskich pojawiła się w XIV wieku.